# Momtsjilgrad
Momtsjilgrad (Bulgaars: Момчилград, Turks: Mestanlı) is een stad in het zuiden van Bulgarije in de  oblast  Kardzjali. Het is de op een na grootste nederzetting in de oblast Kardzjali. Tot 1934 heette deze stad Mastanli, maar werd bij bevel hernoemd tot Momtsjilgrad. Sinds 1987 is Momtsjilgrad een onafhankelijke gemeente in oblast Kardzjali. 

## Ligging
Momtsjilgrad ligt op een afstand van 15 kilometer van de stad  Kardzjali, 17 km van Dzjebel, 33 km van Kroemovgrad en 41 km van de grenscontrolepost Makaza-Nimfea.

## Plaatsen
- Sokolino
- Tsjobanka

## Geografie
Momtsjilgrad ligt in het zuidoostelijke deel van de oostelijke Rodopen, langs de rivier de Varbitsa.

## Geschiedenis
De nederzetting dateert uit de middeleeuwen. Vanaf de 17e eeuw wordt de naam Mestanli in veel historische bronnen genoemd als het administratieve centrum van de ‘Sultan Yeri Kaaz’ van het de sandjak Gelibolu, onderdeel van het Ottomaanse Rijk.
De Balkanoorlogen blijken cruciaal te zijn voor de stad. Op 4 november 1912 wordt de stad immers onderdeel van het Bulgaarse territorium en start het begin van een economische, sociale en culturele integratie in de Bulgaarse staat.
De stad was vroeger vooral een klei handelcentrum. Er is sinds 1930 watervoorziening en sinds 1936 een elektriciteitsvoorziening in de stad. De Rakovski-Chaskovo-lijn heeft een sterke impuls gegeven aan de ontwikkeling van de handel in de stad. De eerste trein reed op 4 december 1932 vanuit het station Mastanli. Dankzij de betere treinverbindingen groeide de stad uit als een belangrijk handelscentrum en knooppunt tussen Centraal-Bulgarije en de Rodopen. Op den duur is er ook een treinverbinding met het noorden van Bulgarije gemaakt, namelijk de lijn Roese-Momtsjilgrad.

## Bevolking
De lokale bevolking bestond tot de twintigste eeuw voornamelijk uit Bulgaarse Turken. In de jaren 1920 begonnen etnische Bulgaren zich permanent in de stad te vestigen. Vanaf de jaren 1980 kwamen bovendien een honderden immigranten uit verschillende dorpen van de gemeente Kirkovo in deze stad vestigen. Volgens de volkstelling van 2011 is Momtsjilgrad de grootste nederzetting (qua inwoners) met een  Turkse meerderheid (meer dan 75% van de bevolking bestaat uit etnische Turken). In de periode 1987-1989 namen duizenden etnische Bulgaarse Turken en Pomaken de wijk naar Turkije, om te ontkomen aan de grote bulgariseringscampagne die in 1985 was begonnen. Daardoor verloor de gemeente Momtsjilgrad, net als de meeste andere plaatsen in Kardzjali, een significant deel van het inwonersaantal. Na de val van het communisme is de emigratie van jongvolwassenen naar het buitenland aangewakkerd,
vooral vanwege de verslechterde economische situatie in de regio.
| stad Momtsjilgrad     | 1.802  | 3.143  | 4.324  | 6.084  | 8.185  | 10.166 | 7.266  | 7.948  | 7.831  | 7.782  |
| gemeente Momtsjilgrad | 18.482 | 23.064 | 26.911 | 31.319 | 29.790 | 31.227 | 20.836 | 17.185 | 16.263 | 15.787 |

#### Religie
Volgens de optionele volkstelling van 2011 is de islam het grootste geloof in de regio Momtsjilgrad. Zo’n 84,8% van de bevolking bestaat uit moslims, met name van soennitische strekking. De christelijke minderheid vormt 6% van de bevolking, voornameijk behorend tot de Bulgaars-Orthodoxe Kerk (5,8%). De etnische en religieuze groepen leven vreedzaam met elkaar.